# الملفات الغامضة
الملفات السرية (بالإنجليزية: The X Files) هو مسلسل خيال علمي يتناول نظرية المؤامرة التي تتعامل بها الحكومة الأمريكية بخصوص مواضيع تتعلق بوجود حياة في الفضاء. ويستعرض أيضا المواضيع التي تتعلق بالروحانيات والخوارق. عرض المسلسل على شبكة فوكس الأميركية في شهر سبتمبر/أيلول العام 1993 وانتهى في مايو/أيار العام 2002.
أبطال المسلسل هما المحققان فوكس مولدر ودانا سكالي، وكلاهما يعملان في قسم الملفات الغامضة في مكتب التحقيقات الفيدرالي. يواجه المحققان أثناء عملهما مجموعة من الجرائم والأحداث المريبة والمرعبة التي لا يمكن تفسيرها بشكل تقليدي. واجه المحققان مجموعة من الأحداث تتعلق بكائنات حية جديدة ناتجة عن الطفرات الجينية أو قادمة من الفضاء الخارجي ويعرض أيضا بعض الظواهر مثل التحريك عن بعد والتخاطر الفكري.
حاز المسلسل على إعجاب الكثير من المراقبين والمتابعين فقالت صحيفة النيويورك تايمز عن المسلسل «أنه جعل قصص الخيال العلمي أكثر استيساغا وقبولا حتى عند المشاهدين غير المتابعين لهذه النوعية من الأفلام».
وصل المسلسل لذروة الشهرة ما بين منتصف التسعينيات وآخرها في القرن الماضي. فاز المسلسل بعدة جوائز منها جائزتي إيمي وبي بودي وتم تصنيفه ضمن أفضل 50 عرض تلفزيوني.

## روابط خارجية
- الملفات الغامضة على موقع IMDb (الإنجليزية)
- الملفات الغامضة على موقع ميتاكريتيك (الإنجليزية)
- الملفات الغامضة على موقع الموسوعة البريطانية (الإنجليزية)
- الملفات الغامضة على موقع روتن توميتوز (الإنجليزية)
- الملفات الغامضة على موقع نتفليكس (الإنجليزية)
- الملفات الغامضة على موقع أول موفي (الإنجليزية)
- الملفات الغامضة على موقع فيلمافينيتي (الإسبانية)
- الملفات الغامضة على موقع كينوبويسك (الروسية)
- الملفات الغامضة على موقع ألو سيني (الفرنسية)
- الملفات الغامضة على موقع قاعدة بيانات الفيلم (الإنجليزية)